# Wikłacz seszelski
Wikłacz seszelski (Foudia sechellarum) – gatunek małego ptaka z rodziny wikłaczowatych (Ploceidae). Występuje endemicznie na sześciu wyspach Seszeli. Bliski zagrożenia wyginięciem.

## Taksonomia
Po raz pierwszy gatunek opisał Edward Newton w roku 1867. Opis ukazał się na łamach Proceedings of the Zoological Society of London. Autor przydzielił ptakowi nazwę Foudia sechellarum, akceptowaną obecnie przez IOC. Holotyp pochodził z Mary Anne Island. Odnotowano hybrydyzację z wikłaczem czerwonym (F. madagascariensis), który nie jest jednak rodzimym gatunkiem Seszeli (wprowadzono go tam około roku 1800). Gatunek monotypowy.

## Zasięg występowania
Obecnie (2014) zasięg wikłacza seszelskiego obejmuje 6 wysp Seszeli. Na Cousin, Cousine oraz Fregate Island występuje naturalnie; na Aride wymarł i został reintrodukowany; na D’Arros został wprowadzony w 1965; introdukowany także na Denis Island. Dawniej występował także na Mary Anne Island (in. Marianne Island), prawdopodobnie La Digue oraz wyspach z grupy Praslin.

## Morfologia
Długość ciała wynosi 12 cm, masa ciała 15–19 g. Długości skrzydła i ogona w mm, zależnie od wyspy (pochodzą od okazów muzealnych z Londynu, Paryża i Cambridge; jeśli zmierzono mniej niż 3 osobniki, podano same wartości):
| Płeć     | Skrzydło | Ogon   | Dziób (górna krawędź) |
| -------- | -------- | ------ | --------------------- |
| Fregate  |          |        |                       |
| ♂♂       | 65–72    | 43–46  | 17                    |
| Marianne |          |        |                       |
| ♂♂       | 73–78    | 46–49  | 17–17,5               |
| ♀♀       | 67–74    | 44–48  | 16,5–17               |
| Praslin  |          |        |                       |
| ♂♂       | 74, 75   | 47, 48 | 16,5                  |
| ♀♀       | 68       | 44     | 17                    |
| Cousin   |          |        |                       |
| ♂♂       | 69–73    | 43–47  | 16–17,5               |
| ♀♀       | 66–69    | 40–45  | 15–16,5               |

Newton wskazuje także na długość skoku rzędu około 23 mm. Wierzch ciała, w tym skrzydła i lotki, ciemnobrązowy. Pióra na czole, brodzie i gardle przybierają barwę żółtą. Poza tym ogół upierzenia, w tym szyja i tył głowy, oliwkowe. Spód ciała także oliwkowy, a na lotkach widoczne oliwkowe krawędzie. Dziób mocny, czarny. Nogi i stopy opisane w oryginalnym opisie jako ciemne. U osobników młodocianych i samic brak żółtych elementów upierzenia głowy.

## Ekologia

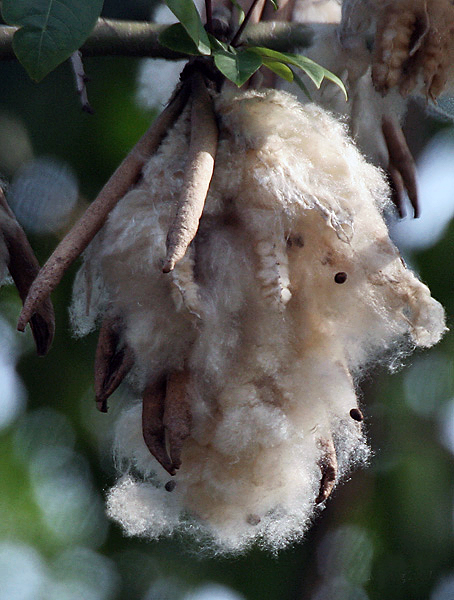
Puch puchowca pięcioprętnikowego to przykład materiału na wyściółkę gniazda, jakiego używają wikłacze seszelskie

Pierwotnie gatunek zasiedlał lasy, jednak dostosował się do środowisk stworzonych przez człowieka, jak plantacje kokosowców (Cocos nucifera) i rzewni (Casuarina) oraz ogrody. W skład diety gatunku wchodzą bezkręgowce (w tym chrząszcze, mrówkowate, pajęczaki, pluskwiaki równoskrzydłe), nasiona, nektar i owoce. Może zjadać także jaja gadów, ikrę oraz jaja ptaków morskich, szczególnie rybitw nadobnych (Sternula nereis). Poza sezonem lęgowym nie wykazuje terytorialności. Terytorium utworzone w sezonie lęgowym obejmuje obszar w promieniu 30–50 m od gniazda.

### Lęgi
Okres lęgowy trwa głównie od maja do września. Gatunek monogamiczny. Ptaki łączą się w pary na całe życie. Dobór w pary poprzedzają zaloty. Podczas nich samiec i samica nawołują się na zmianę, następnie samiec siada obok samicy; potem następują krótkie pościgi oraz popisy poprzez uderzenia skrzydeł. Gniazdo umieszczone jest na drzewie blisko końca gałęzi lub pod liściem palmy. Stanowi niechlujną, okrągłą strukturę zbudowaną z patyków, igieł rzewni oraz fragmentów liści palmowych. W środku wyścieła je miękki materiał, na przykład włókna puchowca pięciopręcikowego (Ceiba pentandra). Samiec buduje gniazdo przez okres do dwóch tygodni. Samica znosi 1 lub 2 jaja, które wysiaduje przez blisko 14 dni. Oba ptaki z pary karmią młode bezkręgowcami, zarówno świeżymi, jak i zwróconymi. Po opierzeniu mogą zajmować się nimi nawet 4 miesiące.
Bazując na danych dotyczących dzikich ptaków, najstarszy dziki wikłacz seszelski przeżył co najmniej 16 lat, 7 miesięcy i 7 dni (stan 12 lub 13 lutego 2014). Plasuje go to pośród najdłużej żyjących na wolności wikłaczy – najstarszy wikłacz czerwonogłowy (Ploceus velatus) przeżył ponad 14 ⅓ roku, a najstarszy tkacz (Philetairus socius) ponad 15 ¼ roku.

## Status i zagrożenia
Od 2006 roku gatunek jest klasyfikowany przez IUCN jako bliski zagrożenia (NT, Near Threatened); wcześniej, od 1994 roku uznawany był za narażonego (VU, Vulnerable). Każdą z wysp, na których występuje, z wyjątkiem Denis, uznano za ostoję ptaków IBA.
Dawniej zagrożeniem dla wikłaczy seszelskich było łapanie ich przez niewolników ze względu na rzekome niszczenie upraw połączone z degradacją środowiska. Obecnie głównym zagrożeniem jest potencjalna konkurencja i drapieżnictwo ze strony wprowadzonych na wyspy gatunków. Przedstawiciele F. sechellarum zdają się wykazywać pewien stopień tolerancji na drapieżnictwo zdziczałych kotów oraz szczurów wędrownych (Rattus norvegicus). Większym zagrożeniem mogą być szczury śniade (R. rattus). Trend populacji szacowany na wzrostowy. Całkowita jej liczebność według BirdLife International wynosiła w 2004 około 3500 osobników, w tym 2300 dorosłych.